# Мариса (Илиноис)
Мариса (енгл. Marissa) град је у америчкој савезној држави Илиноис.

## Демографија
По попису из 2010. године број становника је 1.979, што је 162 (-7,6%) становника мање него 2000. године.
| Група             | 2000.         | 2010.         |
| Белци             | 2.104 (98,3%) | 1.926 (97,3%) |
| Афроамериканци    | 6 (0,3%)      | 18 (0,9%)     |
| Азијати           | 4 (0,2%)      | 1 (0,1%)      |
| Хиспаноамериканци | 16 (0,7%)     | 20 (1,0%)     |
| Укупно            | 2.141         | 1.979         |